# Bossoua Mbengué
Bossoua Mbengué est un village du département du Nkam au Cameroun. Situé dans l'arrondissement de Yabassi, il est localisé sur la route piétonne qui relie Yabassi à Moutimbelembe. On y accède également par la rive gauche du fleuve Wouri.  

## Population et environnement
En 1967, le village de Bossoua Mbengué avait 77 habitants. Le village fait partie du canton des Wouri Bossoua, et représente une chefferie de 3e degré dont l’actuel régent est le Professeur Njoh Mouelle Ebenezer, Philosophe,  Ministre, Député du Nkam etc. La population de Bossoua Mbengué était de 14 habitants dont 7 hommes et 7 femmes, lors du recensement de 2005.